# Biała Synagoga w Kafarnaum
Biała Synagoga w Kafarnaum (hebr. בית הכנסת בכפר נחום) – ruiny starożytnej synagogi w dawnym mieście Kafarnaum, nad brzegiem Jeziora Tyberiadzkiego w Izraelu.

## Położenie
Ruiny Białej Synagogi leżą w centralnej części stanowiska archeologicznego w Kafarnaum, na wysokości 200 metrów p.p.m. na północno-zachodnim wybrzeżu Jeziora Tyberiadzkiego, w depresji Doliny Jordanu na północy Izraela .

## Historia
Synagoga została zapewne zbudowana w IV lub V wieku, na miejscu wcześniejszej synagogi. Przypuszcza się, że powstała ona w 460 roku, jednak dokładna data jej budowy nie jest znana. Archeolodzy zgodzili się co do tego, że wzniesiono ją kilkaset lat po ukrzyżowaniu Jezusa Chrystusa i z pewnością nie jest to ta sama synagoga, w której modlił się i nauczał Jezus. W okresie arabskiego podboju Palestyny, tutejszy kościół i synagoga były zniszczone. Jerome Murphy-O’Connor, irlandzki dominikanin, biblista, teolog katolicki, profesor École Biblique w Jerozolimie twierdzi, że obydwie budowle zostały zniszczone przed podbojem Palestyny przez Umara ibn al-Chattaba. Jego zdaniem prawdopodobna jest wersja wydarzeń, w której Żydzi, bezpośrednio po najeździe z 614 roku zyskali możliwość odwetu za doznane krzywdy i zburzyli kościół, zaś gdy cesarz Herakliusz wyzwolił na krótko Palestynę w 629 roku, chrześcijanie w rewanżu zburzyli synagogę.

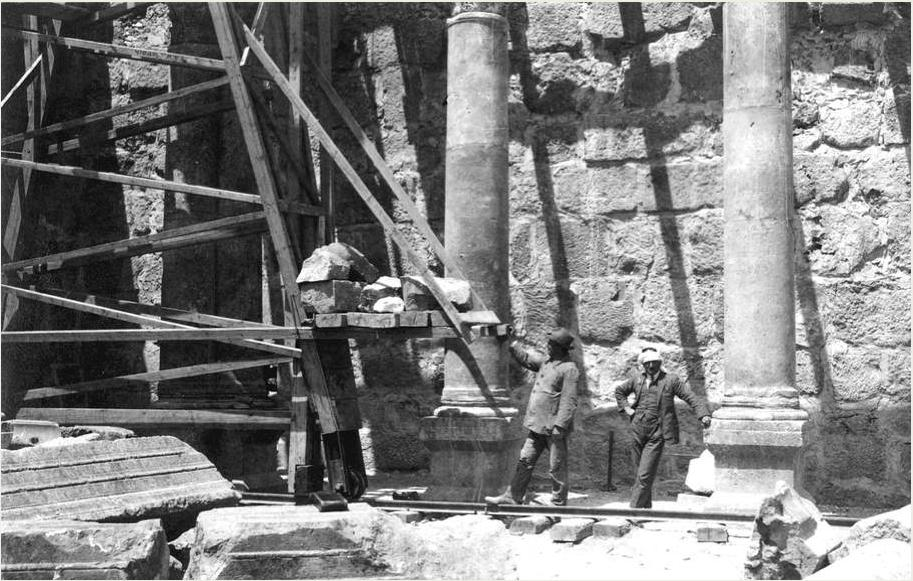
Prace renowacyjne przy synagodze, 1905 r.

Ruiny starożytnego miasta na północnym brzegu Jeziora Tyberiadzkiego odkrył w 1838 roku amerykański podróżnik Edward Robinson. Odnalazł także pozostałości synagogi, lecz nie skojarzył odkrytych artefaktów z biblijnym miastem Kafarnaum. W 1894 roku franciszkański ojciec Giuseppe Baldi z Neapolu (Kustodia Ziemi Świętej) zdołał kupić znaczną część tutejszej ziemi, co umożliwiło Franciszkanom uchronienie ocalałych ruin przed całkowitym zniszczeniem. Pierwsze faktyczne wykopaliska archeologiczne zostały rozpoczęte w 1905 roku za sprawą Heinricha Kohla i Carla Watzingera. Były one kontynuowane przez franciszkańskich zakonników: Vendelina von Menden (w latach 1905-1915) i Gaudentiusa Orfalę (w latach 1921-1926). Wykopaliska odkryły pozostałości dwóch budynków użyteczności publicznej, synagogę i ośmioboczny kościół zawierający pozostałości domu, nazwanego Domem św. Piotra. Badania potwierdziły przypuszczenie, że pod fundamentami Białej Synagogi znajdują się wcześniejsze warstwy z bazaltu, będące pozostałościami starszej synagogi pochodzącej zapewne z I wieku n.e. W 1921 roku franciszkanin Orfalli rozpoczął renowację synagogi. Zginął on jednak w wypadku samochodowym - jego nazwisko i praca są upamiętnione na jednej z kolumn synagogi. Po jego śmierci od 1976 roku prace prowadzi Virgilio Corbo.

## Architektura
Budynek synagogi wyraźnie wyróżniał się spośród okolicznych ruin. Był to wynik zastosowania odmiennego materiału budowlanego - wszystkie budynki mieszkalne w Kafarnaum wzniesiono z czarnego bazaltu, natomiast synagogę wybudowano głównie z bloków białego wapienia. Zrekonstruowany budynek posiada po stronie południowej okazałą rzymską fasadę. Frontowe ściany ozdobione są reliefami, z których niektóre związane są z judaizmem: menora, szofar i wóz (przypuszcza się, że jest to fragment większe płaskorzeźby, która przedstawiała Arkę Przymierza wiezioną do Świątyni Jerozolimskiej z pola bitwy z Filistynami). Wejście do synagogi zdobi pięknie rzeźbione nadproże z motywem orła i drzewa palmowego.
Cały budynek posiada wymiary 24,40 na 18,65 metrów. Jego wnętrze dzieli się na trzy części: (1) główna sala modlitewna o wymiarach 14 na 11 metrów, (2) dziedziniec wewnętrzny (atrium) od strony wschodniej, i (3) mała sala po stronie północno-zachodniej. Pierwotnie przypuszczano, że istniało piętro z babińcem dla kobiet połączone schodami z małą salą. Późniejsze wykopaliska nie potwierdziły tej tezy. Główna sala modlitewna była podzielona na trzy nawy przez dwa rzędy kolumn. Wzdłuż ścian umieszczono kamienne ławy. Wewnętrzne ściany były pokryte malowanym tynkiem i sztukaterią, których resztki znaleziono podczas wykopalisk. W różnych miejscach można spotkać symbole Gwiazd Dawida, drzew palmowych, kwiatów oraz symbol półkonia półryby. W budynku zachowały się dwie inskrypcje: grecka i aramejska na cześć fundatorów synagogi: „Heroda (syn) z Monimos i Ioustos syna Amatios i jego dzieci w tej kolumnie”.

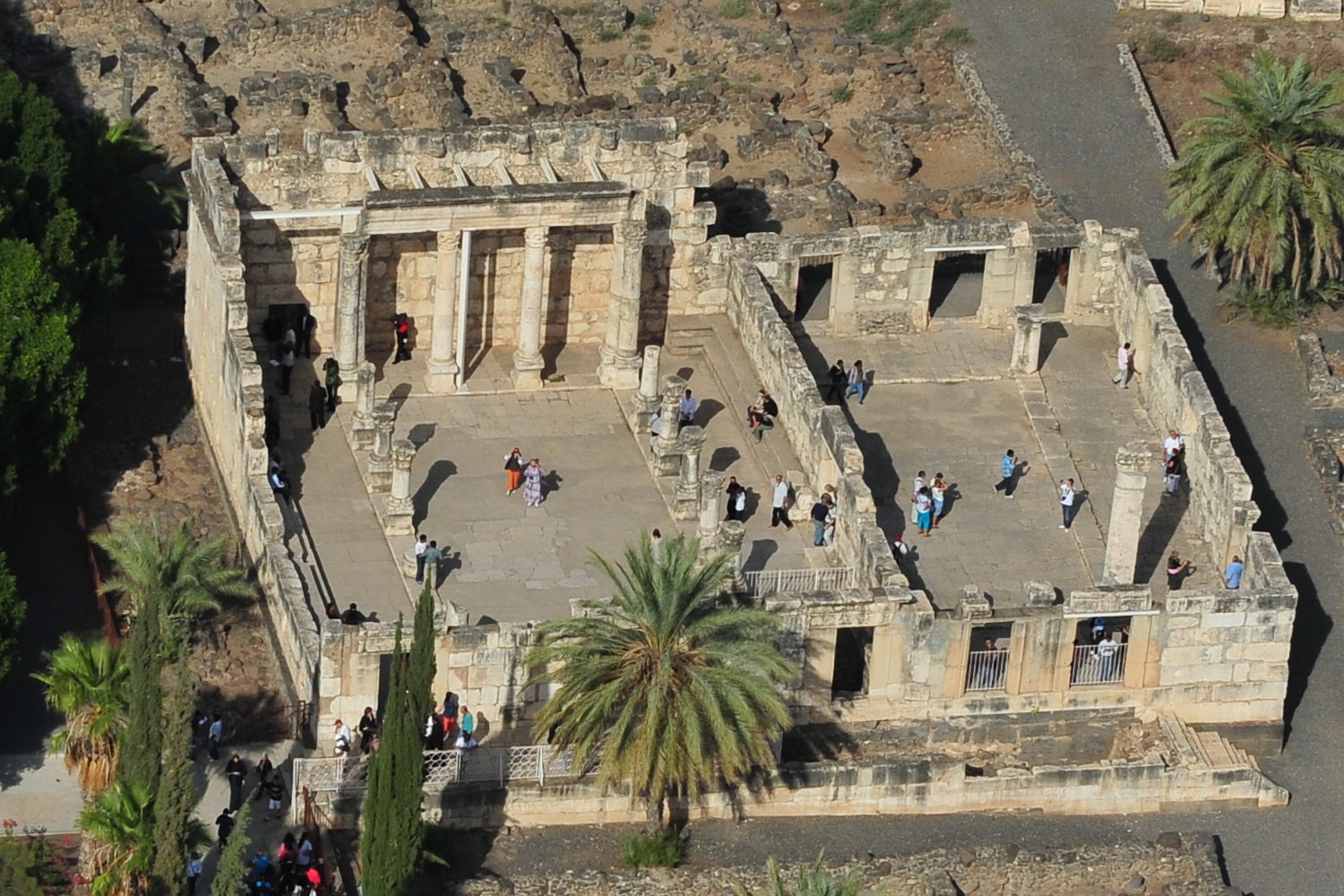
Widok synagogi z lotu ptaka